# П'єрос Сотіріу
П'єрос Сотіріу (грец. Πιέρος Σωτηρίου, нар. 13 січня 1993, Нікосія) — кіпрський футболіст, нападник, фланговий півзахисник японського клубу «Санфречче Хіросіма».
Виступав, зокрема, за клуби «Олімпіакос» (Нікосія), АПОЕЛ, «Копенгаген» та «Лудогорець» а також національну збірну Кіпру.
Чемпіон Кіпру.

## Клубна кар'єра
Народився 13 січня 1993 року в місті Нікосія. Вихованець футбольної школи клубу «Олімпіакос» (Нікосія). Дорослу футбольну кар'єру розпочав 2009 року в основній команді того ж клубу, в якій провів чотири сезони, взявши участь у 55 матчах чемпіонату. 
До складу клубу АПОЕЛ приєднався 2013 року. Відтоді встиг відіграти за нікосійську команду 59 матчів в національному чемпіонаті.

## Виступи за збірні
У 2010 році дебютував у складі юнацької збірної Кіпру, взяв участь у 7 іграх на юнацькому рівні, відзначившись 5 забитими голами.
З 2011 року залучався до складу молодіжної збірної Кіпру. На молодіжному рівні зіграв у 10 офіційних матчах, забив 1 гол.
У 2012 році дебютував в офіційних матчах у складі національної збірної Кіпру. Наразі провів у формі головної команди країни 58 матчів, забив 12 голів.

## Титули і досягнення

### Командні
- Чемпіон Кіпру (4):

АПОЕЛ: 2013-14, 2014-15, 2015-16, 2016-17
- Володар Кубка Кіпру (2):

АПОЕЛ: 2013-14, 2014-15
- Володар Суперкубка Кіпру (1):

АПОЕЛ: 2013
- Чемпіон Данії (1):

«Копенгаген»: 2018-19
- Володар Суперкубка Казахстану (1):

«Астана»: 2020
- Чемпіон Болгарії (2):

«Лудогорець»: 2020-21, 2021-22
- Володар Суперкубка Болгарії (1):

«Лудогорець»: 2021
- Володар Кубка Джей-ліги (1):

«Санфречче Хіросіма»: 2022

### Особисті
- Найкращий бомбардир чемпіонату Болгарії: 2021-22 (17 голів)